# اللغة الشبكية
اللغة الشبكية هي لغة هندوإيرانية وتنتمي إلى لهجات زازا-كوراني الهندو اوروبية الفرعية ليست كردية موجودة في مناطق شمال العراق في محافظة نينوى داخل مدينة سهل نينوى وهي لهجة محكية ويبلغ عدد المتحدثين بها حوالي 550,000 الف شخص [بحاجة لمصدر]وهي لغة تحتوي على الكثير من المفردات المشتركة مع اللغات الآخرى مثل الكردية والعربية والفارسية والتركية والإنجليزية وبقية اللغات الهندية الأوروبية 
| العربية     | الشبكية | الانكليزية        | فارسي | سوراني |
| ----------- | ------- | ----------------- | ----- | ------ |
| أنا         | أمن     | I, me, mine, my   | مان   | من     |
| انت         | أتو     | thou, thee, thine | تو    | تو     |
| انتم        | ايشما   | you, your         | شوما  | أيوا   |
| هم، هم، بهم | ايشان   | they, them, their | ايشان | ايوان  |